# UH 25
L’UH 25 désigne un ergol réducteur employé par Arianespace pour ses lanceurs Ariane 2, Ariane 3 et Ariane 4. L'UH 25 fonctionnait avec le peroxyde d'azote N2O4 (NTO) comme oxydant.
Il s'agissait d'un mélange de deux composés :
- 75 % massique de diméthylhydrazine asymétrique H2N-N(CH3)2 (UDMH)
- 25 % massique d'hydrate d'hydrazine H2N-NH2•H2O

Ce combustible a été développé à la suite de la défaillance d'un moteur Viking du premier étage du deuxième vol d'Ariane 1, qui fonctionnait alors à l'UDMH pure dans le NTO. L'adjonction d'hydrate d'hydrazine avait pour but de stabiliser la combustion dans les moteurs-fusées. Avec cet ergol, Ariane 4 aura été l'un des lanceurs les plus fiables du marché (plus de 97 % de succès).